# Kapaneus
Kapaneus (Καπανεύς) – w mitologii greckiej syn Hipponoosa i Astynome, władca Argos.
Jako jeden z wodzów wziął udział w wyprawie Siedmiu przeciw Tebom. Był człowiekiem olbrzymiego wzrostu, pysznym i gwałtownym, odnoszącym się z lekceważeniem do bogów. Podczas szturmu na Teby wdarł się na mury, chcąc podpalić miasto, zginął jednak porażony gromem przez Zeusa. Podczas pogrzebu Kapaneusa jego żona, Euadne, rzuciła się na stos pogrzebowy męża. Według jednej z wersji mitu wskrzesił go później Asklepios.
Syn Kapaneusa, Stenelos, wziął udział w wyprawie Epigonów, a później walczył w wojnie trojańskiej.